# ناحیه اوگاچی، آکیتا

ناحیه اوگاچی، آکیتا (به ژاپنی: 雄勝郡, Ogachi-gun)، یک ناحیه روستایی از شهرستان‌های ژاپن واقع در استان آکیتا، ژاپن است.